# Hallelujah (Händel)

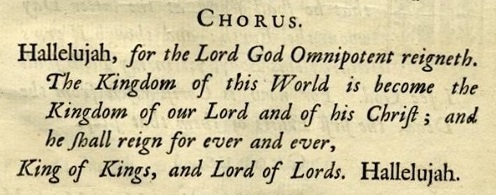
Hallelujah, Textdruck 1749

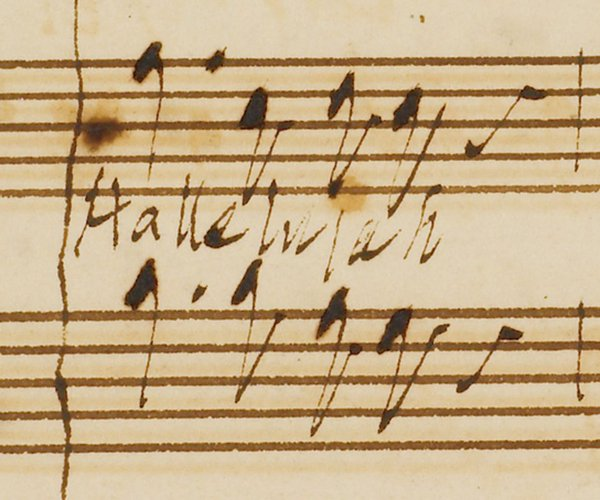
Halleluja-Thema, Autograph Händels

Hallelujah ist eine Komposition für vierstimmigen Chor und Orchester von Georg Friedrich Händel (1685–1759). Er schrieb das Musikstück 1741 in London als Teil seines Oratoriums Messiah („Messias“). Heute gehört es zu den bekanntesten musikalischen Werken überhaupt.

## Zusammenhang
Händels Oratorien sind dramatische Werke ohne szenische Darstellung, bestehend aus Instrumentalstücken, Rezitativen, Arien und Chören in englischer Sprache. Die Handlung ist meist antiken Vorlagen oder dem Alten Testament entlehnt. Anders als Bachs Oratorien und Passionen waren sie nicht für die kirchliche Liturgie bestimmt. Messiah nimmt jedoch eine Sonderstellung ein, weil der von Charles Jennens zusammengestellte Text ausschließlich aus Bibelworten besteht und sein Thema Jesus Christus selbst ist. Dadurch verschwimmt die Grenze zwischen Konzert und Gottesdienst.
Hallelujah ist der Schlusschor des zweiten der drei Teile des Oratoriums. Es bildet den doxologischen Abschluss der bereits geschehenen Heilsgeschichte von der prophetischen Erwartung über die Geburt und das Hirtenwirken des Erlösers, sein Leiden und Sterben, seine Auferstehung und Himmelfahrt bis zur Ausbreitung des Evangeliums über die ganze Erde. Im dritten Teil folgt der eschatologische Ausblick. Diesen dritten Teil, die zukünftige Vollendung der Gottesherrschaft, nimmt das Hallelujah in gewisser Weise vorweg, wenn es mit den Engelscharen aus der Offenbarung des Johannes proklamiert, die Reiche dieser Welt seien zum Königreich des Herrn geworden. Insofern kann es als Höhepunkt und Zusammenfassung der gesamten „Handlung“ angesehen werden.

## Struktur

### Text
| Englischer Text | Übersetzung | Deutsche Singfassung |
| Hallelujah! For the Lord God omnipotent reigneth (Offb 19,6 ). The kingdom of this world is become the kingdom of our Lord, and of his Christ; and he shall reign for ever and ever (Offb 11,15 ): King of kings, and Lord of lords (Offb 19,16 ). Hallelujah! | Halleluja! Denn Gott der Herr, der Allmächtige, herrscht. Das Königreich dieser Welt ist geworden das Königreich unseres Herrn und seines Gesalbten; und er wird herrschen für immer und ewig: König der Könige und Herr der Herren. Halleluja! | Halleluja! Denn Gott der Herr regieret allmächtig. Das Königreich der Welt ist fortan das Königreich des Herrn und seines Christ; und er regiert auf immer und ewig: Herr der Herrn, der Welten Gott. Halleluja! |

### Musikalische Mittel
Das knapp 4-minütige Stück steht in D-Dur, der Fest- und Königstonart der Barockmusik. Das Orchester setzt zunächst nur mit den Streichern ein, im Verlauf kommen Pauken und Trompeten in wirkungsvoller Steigerung hinzu.
Der im Quartintervall von der Obertonika zur Dominante wechselnde, fanfarenartige Hallelujaruf mit seiner anapästischen Fortsetzung bildet das Einheitselement des Ablaufs. Teils im Wechsel, teils im Kontrapunkt mit ihm erklingen die vier weiteren Themen, die den Text deuten: ein symmetrisch auf- und wieder absteigendes Unisono-Motiv für Lord God Omnipotent, eine Tiefen und Höhen kontrastierende Melodie für das Reich der Welt und das Reich Gottes, ein auf „he“ und „reign“ ekstatisch aufspringendes Fugenthema für den Herrschaftsantritt des Messias und eine Tonrepetition in langen Notenwerten für den König der Könige, dessen Herrschaft überzeitlich ist. Dieses letzte Motiv wird mehrfach um eine Tonstufe höher wiederholt, sodass sich der Bildeindruck von einander überbietenden Engelschören ergibt, deren Lobpreis mit dem langgezogenen Plagalschluss des letzten Halleluja in die göttliche Glorie selbst mündet.

## Rezeption
Das Hallelujah teilte die Rezeptionsgeschichte des Messiah, nahm darin aber schon früh eine Sonderstellung ein. Schon für das Jahr 1750 ist der Brauch bezeugt, bei seinem Erklingen aufzustehen – damals offenbar auch bei anderen Chorstellen. Das erste Dokument, das diesen Brauch auf das Beispiel König Georgs II. bei der ersten Londoner Aufführung 1743 zurückführt, stammt aus dem Jahr 1780 von einem Nicht-Augenzeugen – zeitgenössische Belege, auch nur für die Anwesenheit des Königs, fehlen. Plausibler erklärt sich der Brauch aus der gottesdienstlichen Atmosphäre, die das Hallelujah im Konzertsaal entstehen ließ und die aus der „audience“ „worshippers“ machte. Das Aufstehen beim Hallelujah ist vor allem in der angelsächsischen Welt bis heute üblich, aber längst auch kulturell und weltanschaulich umstritten.
Unabhängig vom Oratorium hat das Hallelujah über Tonmedien aller Art eine Bekanntheit erreicht, die es für Zitate und ironische Bezüge breit verwendbar macht.